# NGC 3335
NGC 3335 este o galaxie lenticulară situată în constelația Hidra. A fost descoperită în 1886 de către Frank Muller. Se află la o distanță de 32,66 de megaparseci de Pământ.